# もず唱平
もず 唱平（もず しょうへい、1938年（昭和13年）8月8日 ‐ ）は、昭和、平成期の作詞家。本名、西垣正樹。「はぐれコキリコ」で藤田まさと賞（2002年度）を受賞。

## 経歴
神奈川県平塚市出身、大阪府出身。父は傷痍軍人で母が家計を支える。早稲田大学商学部中退。
19歳の時喜志邦三に師事した。
1960年（昭和35年）、職を転々としたのちに松竹演劇制作室入社。後に、朝日放送の専属作詞家になる。
1967年（昭和42年）、気の合う飲み仲間だった歌手志望の三音英次の「釜ヶ埼人情」で作詞家としてデビュー。
1969年（昭和44年）、百十番舎音楽出版株式会社を設立し代表取締役になる。1972年（昭和47年）イベント会社百十番舎企画を設立、社長に就任。
1989年（平成元年）6月、中国残留孤児の養父母支援のチャリティー・イベントを開催。2009年（平成21年）、ブラジル移民一世紀特別企画「歌でつむぐ心の旅〜もず唱平&成世昌平と行く〜」でブラジルを訪問し、歌を通じた交流に尽力。
大阪芸術大学芸術計画学科教授。大阪国際平和センター理事。

## 作風
代表作には、「釜ヶ崎人情」、「花街の母」、「虫けらの唄」、「浪花人情」、「河内音頭特集」、「道頓堀情話」、「兄貴」、「宵街しぐれ」、「大阪情話」などがある。作詞の多くは大阪を唄ったもので、庶民がテーマのものが多い。また、歌詞に登場する主人公の職業等がはっきりしているという点が特徴の一つ。

## 代表曲
- 『釜ヶ崎人情』（昭和42年） 作曲：三山敏、歌：三音英次
- 『雪に追われた流れもの』（昭和44年） 作曲：山室敏男、編曲：山倉たかし、歌：若山富三郎
- 『悪友の唄』（昭和45年） 作曲：キダ・タロー、歌：藤岡琢也
- 『花街の母』（昭和48年6月） 作曲：三山敏、編曲：山路進一、歌：金田たつえ
- 『ゴジラのお嫁さん』（昭和48年7月） 作曲：加瀬邦彦、編曲：渡辺茂樹、歌：子門真人[2]
- 『木津の流れ橋』（昭和56年） 作曲：浜圭介、歌：藤田まこと
- 『大阪府立岬高等学校校歌』（昭和56年）作曲：三山敏
- 『浪花人情〜ラムネの玉やんの唄〜』（昭和59年3月） 作曲：三山敏、編曲：池多孝春、歌：藤田まこと
- 『大阪情話〜うちと一緒になれへんか〜』（平成2年1月） 作曲：聖川湧、歌：中村美律子
- 『泉州春木港』（平成4年5月） 作曲：船村徹、編曲：蔦将包、歌：鳥羽一郎
- 『あかんたれ』（平成6年3月） 作曲：弦哲也、編曲：前田俊明、歌：八代亜紀
- 『旅路』（平成6年11月） 作曲：彩木雅夫、編曲：桜庭伸幸、歌：杉良太郎
- 『浪花物語』（平成6年4月） 作曲：岡千秋、デュエット歌：五木ひろし：中村美律子
- 『昭和の母』（平成7年6月） 作曲：弦哲也、編曲：前田俊明、歌：菊池章子
- 『女の劇場』（平成7年9月） 作曲：聖川湧、編曲：南郷達也、歌：松山恵子
- 『粋な人』（平成8年5月） 作曲：五木ひろし、編曲：竜崎孝路、歌：五木ひろし
- 『これからがある』（平成13年3月17日）作曲：伊藤雪彦、歌：八代亜紀
- 『あした天気になーれ』（平成13年7月） 作曲：大谷明裕、編曲：伊戸のりお、歌：八代亜紀＆千昌夫
- 『浪花の春』（平成14年1月） 作曲：市川昭介、編曲：前田俊明、歌：神野美伽
- 『宵街しぐれ』（平成14年3月） 作曲：聖川湧、編曲：南郷達也、歌：川中美幸
- 『もどりゃんせ』（平成15年9月） 作曲：聖川湧、歌：中村美律子
- 『はぐれコキリコ』（平成15年9月） 作曲：聖川湧、編曲：前田俊明、歌：成世昌平
- 『波止場のボレロ』（平成19年7月） 作曲：杉本眞人、編曲：桜庭伸幸、歌：MAYUMI
- 『父娘さかずき』（平成18年3月） 作曲：岡千秋、編曲：池多孝春、歌：永井みゆき＆三門忠司
- 『小春三吉　相惚れ駒』（平成18年3月） 作曲：岡千秋、編曲：池多孝春、歌：永井みゆき＆三門忠司
- 『まだ夢がある』（2008年） 作曲：円広志、歌：矢野勝也